# Eumelea unipuncta
Eumelea unipuncta är en fjärilsart som beskrevs av W. Warren 1896. Eumelea unipuncta ingår i släktet Eumelea och familjen mätare. Inga underarter finns listade i Catalogue of Life.